# Ferreras de Arriba
Ferreras de Arriba ist ein nordwestspanischer Ort und eine Gemeinde (municipio) mit nur noch 358 Einwohnern (Stand: 2024) im Süden der Provinz Zamora in der Autonomen Gemeinschaft Kastilien-León. Zur Gemeinde gehört neben dem namensgebenden Hauptort Ferreras de Arriba die Ortschaft Villanueva de Valrojo.

## Lage und Klima
Ferreras de Arriba liegt am westlichen Rand der Kastilischen Hochebene (Meseta Iberica) in einer Höhe von ca. 895 m. Die Provinzhauptstadt Zamora ist gut 65 km (Fahrtstrecke) in südöstlicher Richtung entfernt. Durch die Gemeinde fließt der Río Castrón. Das gemäßigte Kontinentalklima wird nur selten vom Atlantik beeinflusst; Regen (581 mm/Jahr) fällt vorwiegend im Winterhalbjahr.

## Bevölkerungsentwicklung
| Jahr      | 1970 | 1981 | 1991 | 2001 | 2011 | 2021 |
| Einwohner | 722  | 575  | 521  | 451  | 348  | 350  |

## Sehenswürdigkeiten
- Kirche Mariä Himmelfahrt (Iglesia parroquial de Nuestra Señora de la Asunción)
- Kirche von Villanueva de Valrojo

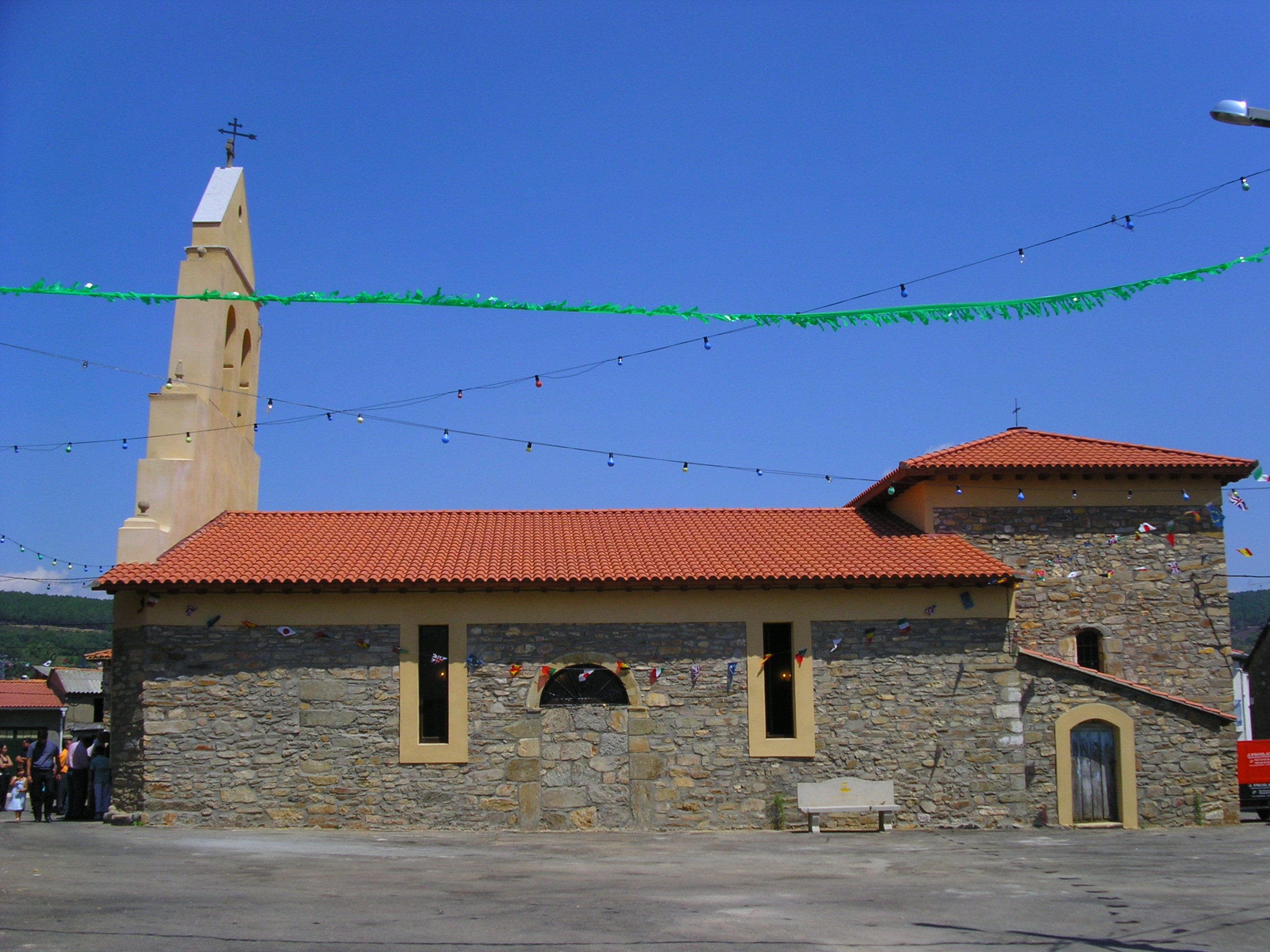
Kirche Mariä Himmelfahrt
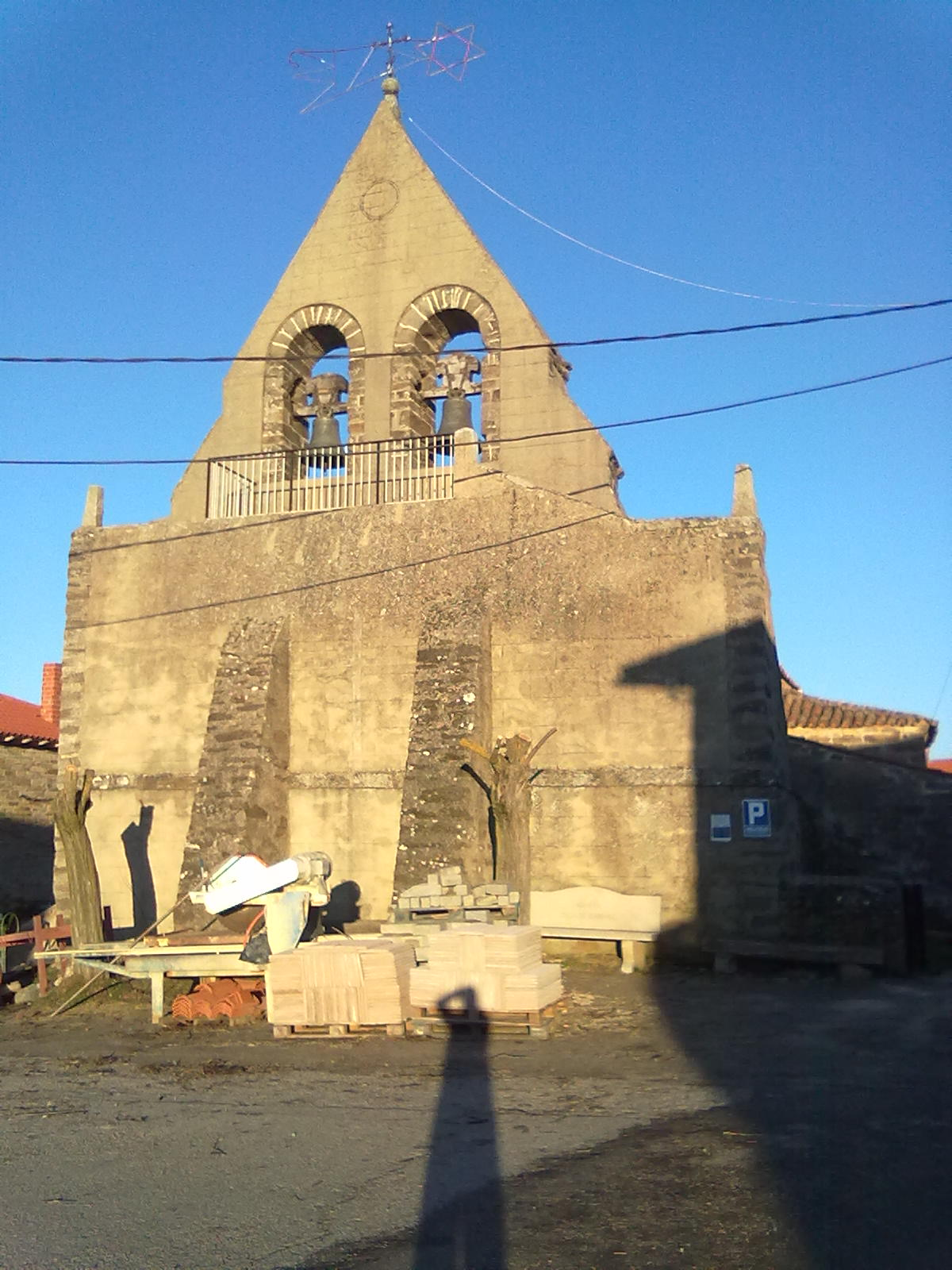
Kirche von Villanueva de Valrojo